# Acorethra
Acorethra är ett släkte av skalbaggar som ingår i familjen långhorningar.

## Arter
- Acorethra aureofasciata Gounelle, 1911
- Acorethra erato (Newman, 1840)